# Campbell's Hall of Fame Tennis Championships 2012
Campbell's Hall of Fame Tennis Championships 2012 — тенісний турнір, що проходив на трав'яних кортах у місті Ньюпорт, США з 9 липня. Належав до категорії ATP World Tour 250.

## Фінальна частина

### Одиночний розряд
Джон Ізнер —  Ллейтон Г'юїтт 7–6(7–1), 6–4

### Парний розряд
Сантьяго Гонсалес /  Скотт Ліпскі —  Колін Флемінг /  Росс Гатчінс 7–6(7–5), 6–3